# Złota róża

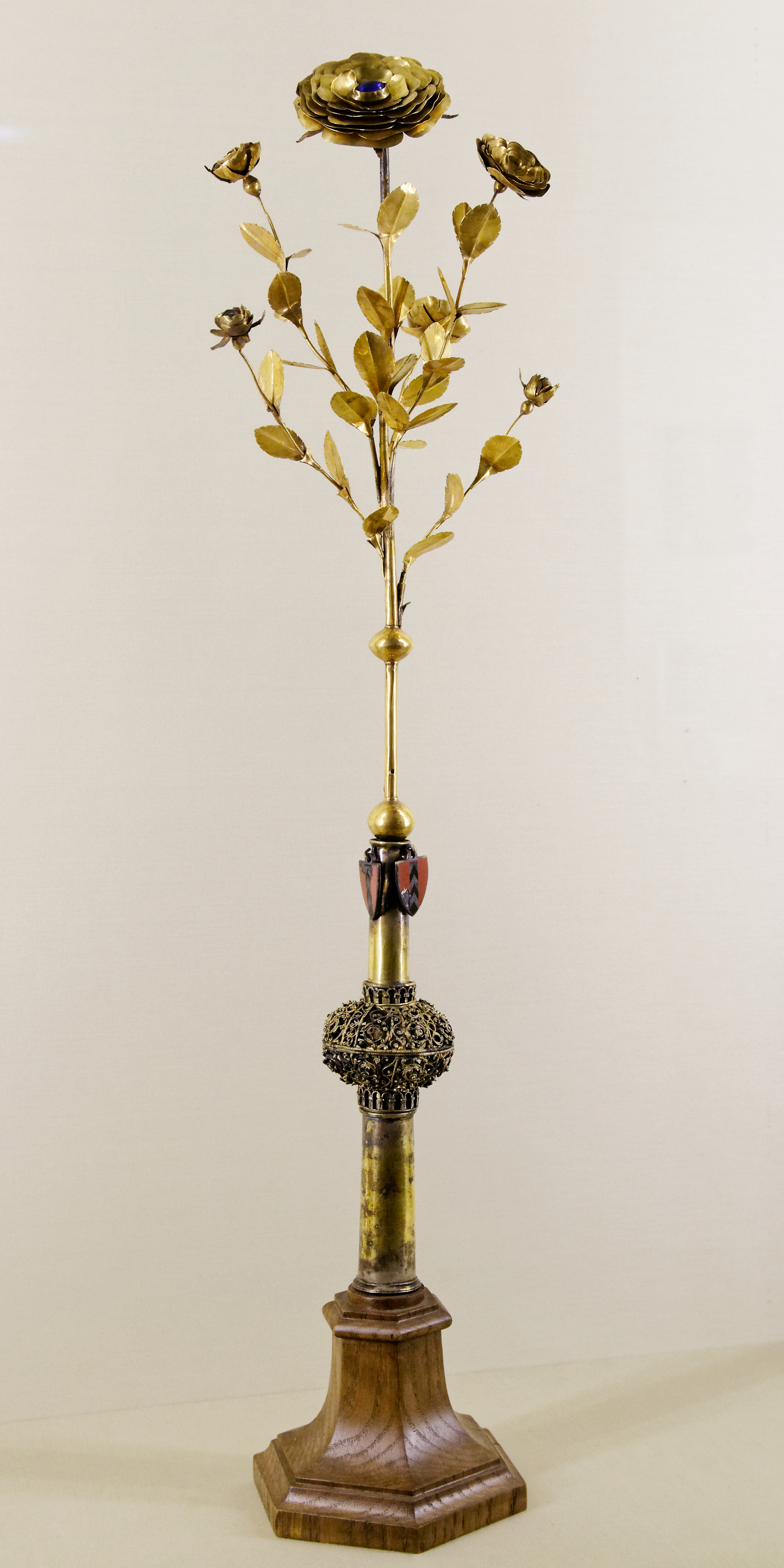
Złota róża z Minucchio da Siena (1330), ofiarowana przez Jana XXII Rudolfowi III Nidau

Złota róża – statuetka w kształcie róży lub bukietu róż, wykonana ze złota, czasem srebra, poświęcona przez papieża. 
Złote róże przekazywane są kościołom, sanktuariom, władcom lub innym osobistościom jako wyraz szacunku i uznania. Zwyczaj ten sięga X wieku. Początkowo papież poświęcał zwykłą różę w kościele pw. Świętego Krzyża Jerozolimskiego na wzgórzu laterańskim w Rzymie w niedzielę Laetare, jako jeden z symboli Jezusa Chrystusa. W 1049 r. papież Leon IX, fundując klasztor Świętego Krzyża w Eguisheim, zlecił jego kanoniczkom przysyłanie złotej róży o wadze 2 uncji rzymskich lub złota potrzebnego na jej wykonanie. Wręczenie pierwszej złotej róży wiąże się z I wyprawą krzyżową (1096). Z kolei pierwszą osobą, o której wiadomo, że ją otrzymała jest Fulko IV – hrabia Andegawenii.
Wśród sanktuariów, którym ofiarowano złotą różę znajdują się: sanktuarium Santa Casa w Loreto, sanktuarium Matki Bożej Fatimskiej w Fatimie, sanktuarium Matki Bożej z Guadalupe, sanktuarium w Goa, sanktuarium Matki Bożej w Lourdes, sanktuarium w Pistoi, Bazylika św. Piotra na Watykanie, Bazylika św. Marka w Wenecji, sanktuarium w Nazarecie. 
Pierwszą złotą różę papież ofiarował Polsce na pamiątkę śmierci Władysława Warneńczyka. Sanktuarium na Jasnej Górze otrzymało trzy złote róże. Pierwszą od Pawła VI, któremu jednak władze PRL nie pozwoliły przyjechać do Polski, więc przywiózł ją dopiero Benedykt XVI. Podczas pierwszej pielgrzymki do Polski w 1979 r. Jan Paweł II ofiarował Matce Boskiej Częstochowskiej własną złotą różę, a w 1987 r. na krakowskich Błoniach wręczył różę dla sanktuarium w Kalwarii Zebrzydowskiej. W 2006 roku Papież Benedykt XVI uhonorował różą Miejsce Pamięci i Muzeum Auschwitz-Birkenau - ta papieska róża jako jedyna jest koloru czarnego. 14 lutego 2012 roku papież Benedykt XVI ofiarował Różę Świętogórskiej Róży Duchownej w Sanktuarium Matki Boskiej Świętogórskiej w Gostyniu. 28 lipca 2016 roku papież Franciszek ofiarował Matce Boskiej Częstochowskiej złotą różę, jest to już czwarta róża, jaka została przekazana przez papieży na przestrzeni wieków.